# گوووتچزنا
گوووتچزنا (به لاتین: Gołotczyzna) یک روستا در لهستان است که در گمینا سونگسک واقع شده‌است. گوووتچزنا ۷۲۷ نفر جمعیت دارد.